# P-フェニルアゾフェノール
p-(フェニルアゾ)フェノール（パラフェニルアゾフェノール、p-(phenylazo)phenol）とは、アゾベンゼン上にヒドロキシ基が1個入った構造を持つ有機化合物。明るい橙色の結晶。p-ヒドロキシアゾベンゼンともいい、その構造から、4-(フェニルアゾ)フェノール、4-ヒドロキシアゾベンゼンとも呼ばれる。

## 合成
アニリンの希塩酸溶液に亜硝酸ナトリウムを加えて塩化ベンゼンジアゾニウム (C6H5N≡N+ Cl−) とし、その溶液を、フェノールを水酸化ナトリウム水溶液に溶かした溶液に加えてジアゾカップリングを行う。最後に塩酸で中和すると p-(フェニルアゾ)フェノールの沈殿が得られる。

## 色
アゾベンゼンとの色の違いはヒドロキシ基の存在による。電子供与基のはたらきにより π-π* 吸収が可視光領域にかかってくることが、やや赤みを帯びる原因である。